# Keto-enol tautomerie

Tautomerie fenolu - ketoforma vpravo

Keto-enol tautomerie je speciálním typem tautomerie, kdy tautomery volně přechází mezi formou mezi ketonem a enolem. Ketoforma je stabilnější, karbonylová skupina je intaktní, zatímco enolová forma je méně stabilní tautomer, vyznačující se přítomností dvojné vazby mezi sousedními atomy uhlíku a alkoholovou skupinou. V roztoku je dosaženo chemické rovnováhy, přičemž převažuje stabilnější ketoforma.
Za laboratorní teploty se například pouze 0,0001 % molekul cyklohexanonu vyskytuje v enol formě, u acetonu je to jen asi 0,0000001 %; zastoupení enolové formy u karboxylových kyselin, esterů a amidů je ještě nižší. Mezi další sloučeniny vykazující keto-enol tautomerii patří například pyruvát, fenol a acetylaceton.

## Katalýza tautomerního přesmyku
Jelikož enoly jsou v organické chemii významné svou reaktivitou, často se tautomerní přesmyk katalyzuje za účelem získání enol formy pro další reakce, a to buď kysele, nebo bazicky. V obou případech je nutná přítomnost vodíku na α-uhlíku (sousedním s karbonylovým uhlíkem), jen ty jsou totiž v molekule kyselé a lze je odštěpit jako proton.

### Kyselá katalýza
Při kysele katalyzované enolizaci je neprve naprotonován (aktivován) karbonylový kyslík. Vzniká kationt, ve kterém můžeme kladný náboj pomocí rezonančních struktur umístit mezi kyslík a uhlík v karbonylové skupině. Následným odštěpením protonu z α-uhlíku působením konjugované báze (A−) k původní kyselině se vytvoří enol forma a regeneruje se kyselina (HA), která na začátku poskytla proton.

### Bazická katalýza
Při bazicky katalyzované enolizaci je neprve bází odštěpen proton z α-uhlíku. Vzniklý enolátový aniont se dá znázornit dvěma rezonančními strukturami se záporným nábojem na α-uhlíku a karbonylovém kyslíku. Kyslík se následně naprotonuje za vzniku enolu a je obnovena původní báze.